# Хасбендс, Клиффорд
Сэр Клиффорд Строн Хасбендс (англ. Clifford Straughn Husbands; 5 августа 1926, Сент-Эндрю — 11 октября 2017, Сент-Джеймс) — генерал-губернатор Барбадоса с 1 июня 1996 по 31 октября 2011 года. До этого занимал должности судьи Верховного суда Барбадоса (с 1976), затем апелляционного суда (с 1991).